# Eriksdalslunden

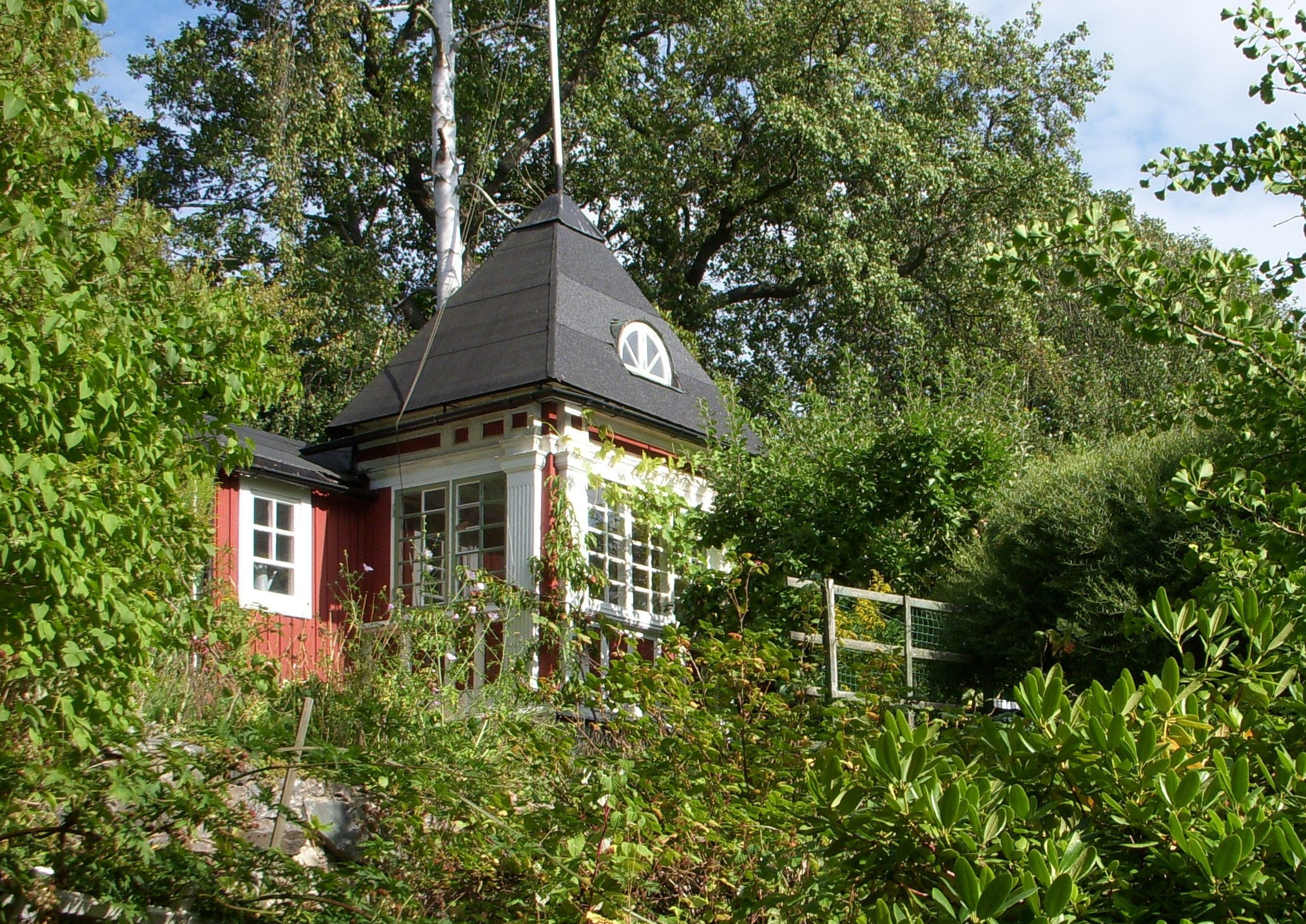
Eriksdalslunden med kiosken från Stockholmsutställningen 1897.

Eriksdalslunden är en parkanläggning och ett koloniträdgårdsområde på Södermalm i Stockholms innerstad. Parken ligger mellan Eriksdalsbadet och Ringvägen och koloniområdet sträcker sig ända ner och västerut längs Årstaviken från Eriksdalsbadet i öst till Södra Årstalundens koloniområde i väst. I Eriksdalslundens koloniområde finns även en ditflyttad kiosk från Stockholmsutställningen 1897.

## Historik

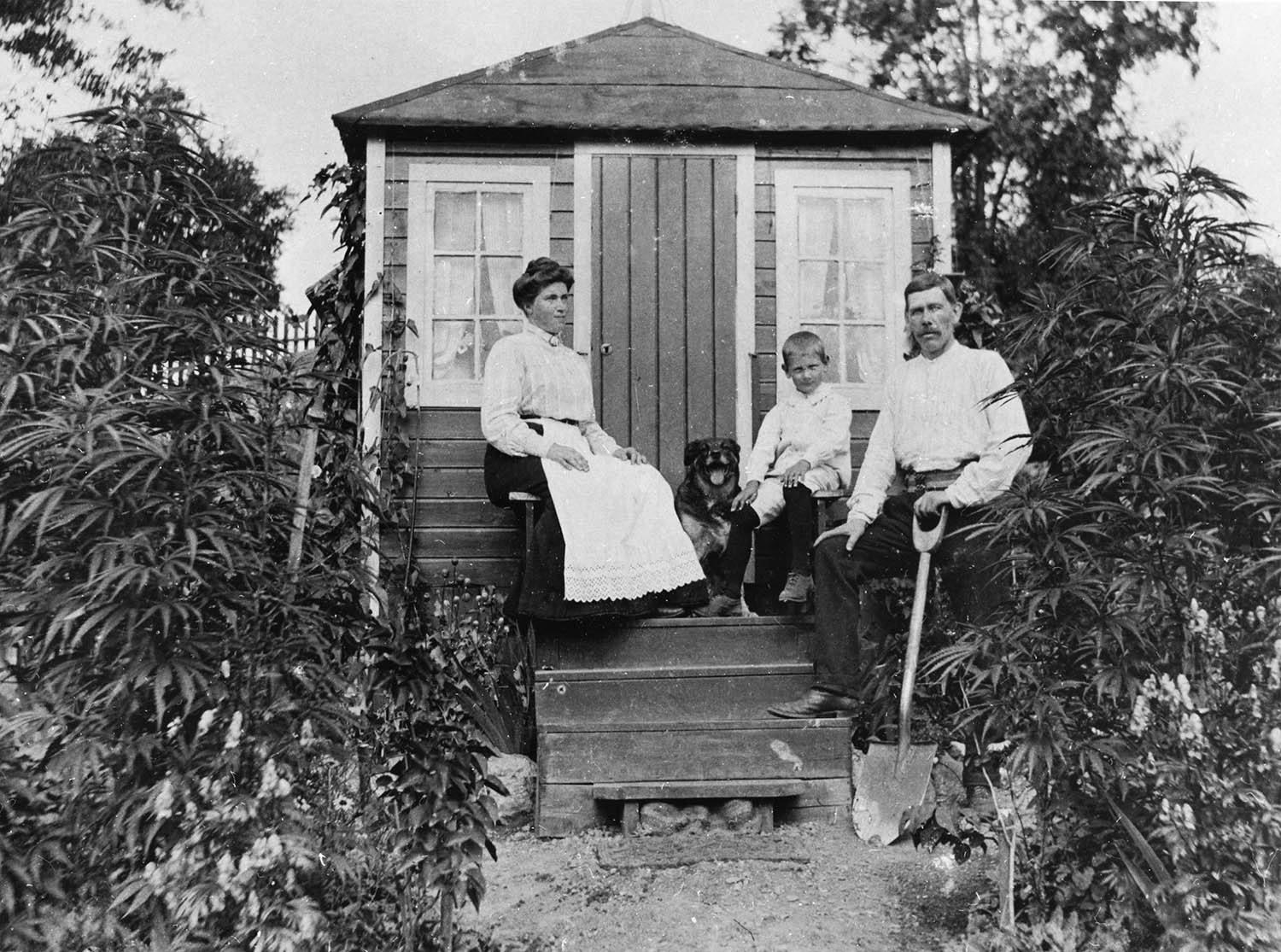
Familj i Eriksdalslunden, tidigt 1900-tal.

Namnet kommer från gården Eriksdal som låg ungefär där Eriksdalsbadet finns idag. På 1820-talet ägdes gården av Erik Almgren som förmodligen givit namn åt platsen. På 1880-talet köpte Stockholms stad området för utbyggnad av Eriksdals vattenverk.
Två av koloniträdgårdsrörelsens stora förespråkare har gett namn åt två gångvägar i området; Anna Lindhagen och Anna Åbergsson. Anna Lindhagen var åren 1906–1921 ordförande i Föreningen koloniträdgårdar i Stockholm och Anna Åbergsson var föreningens förste kassaförvaltare.

## Koloniträdgårdsområdet
Koloniträdgårdsområdet anlades år 1906 på sluttningen ner mot Årstaviken och är ett av Stockholms äldsta. Marken ägs av Stockholms stad, som arrenderar ut den till Eriksdalslundens koloniträdgårdsförening. Föreningen är innerstadens största och har 143 lotter. 
När området var nytt fick kolonisterna bara bygga maximalt sex kvadratmeter stora lusthus (så kallades stugorna) och stugorna fick bara ritas av två välkända arkitekter; Ragnar Östberg och Lars Israel Wahlman. Endast män accepterades som kolonister, ej ensamstående kvinnor och för att få en lott krävdes att man hade fast bostad. Det fanns dock ett undantag, det var byggnaden på lott nr 1A, på lotten står en hitflyttad kiosk från Stockholmsutställningen 1897.
I samband med nybebyggelsen i kvarteret Halmen 1 (Ringvägen 92–94) revs år 2000 sex kolonistugor.  Koloniområdet är utpekat som kulturhistoriskt värdefull miljö i Översiktsplanen 1997 (ÖP 97).

## Parken
Eriksdalslundens park anslutar mot norr och ost om koloniområdet och sträcker sig till Ringvägen. En stentrappa leder ner från Ringvägen till parken, som består huvudsakligen av grönområde med parkvägar. Enligt detaljplanen finns plats för en lekplats avsatt i parkens mitt. Öster om parken finns Clarion Hotel. Intill Ringvägen, vid stentrappans början står BP:s mosaikskylt som påminner om att det fanns en gång en BP-bensinstation på platsen.

## Bilder

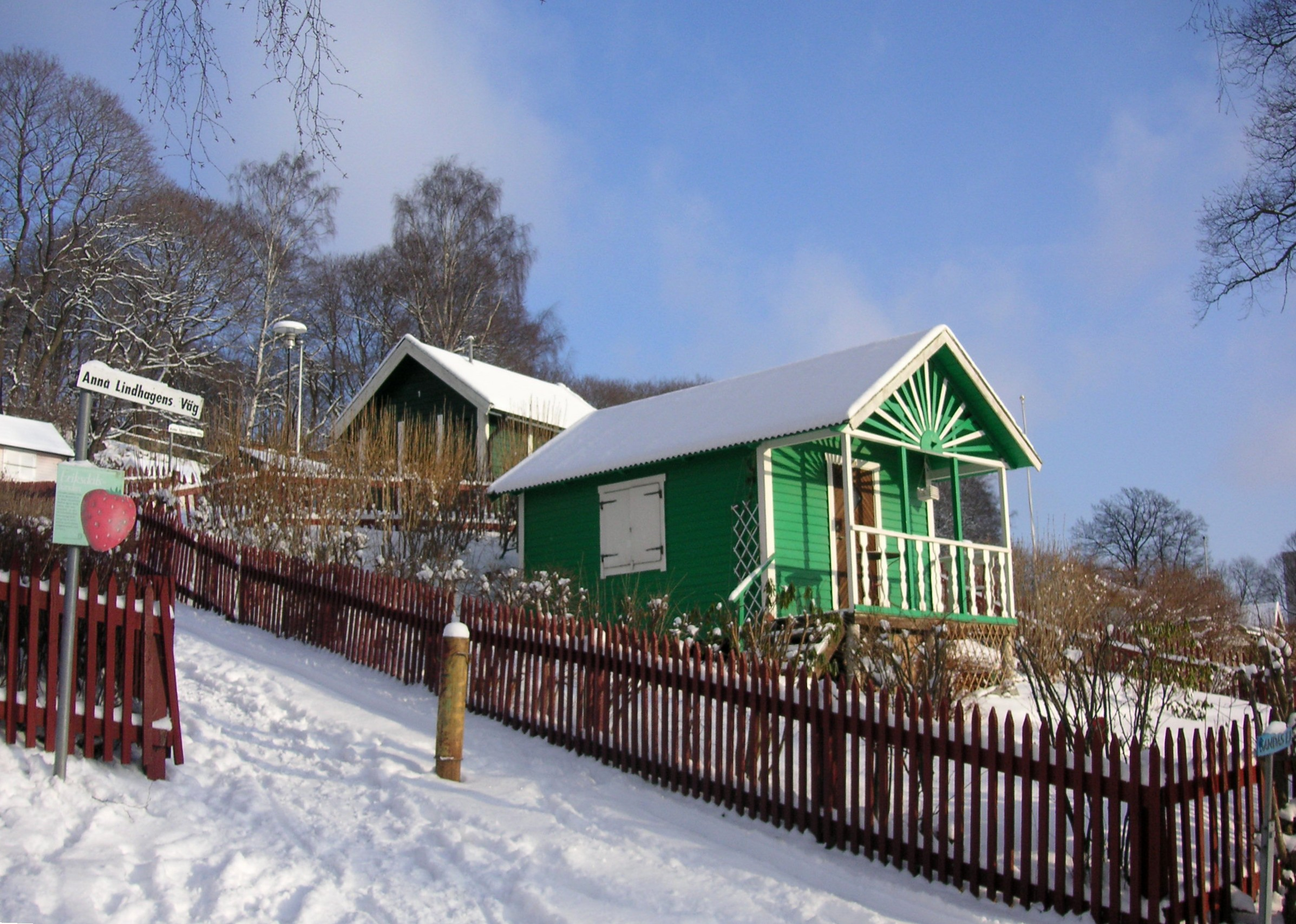
Eriksdalslunden på vintern 2006
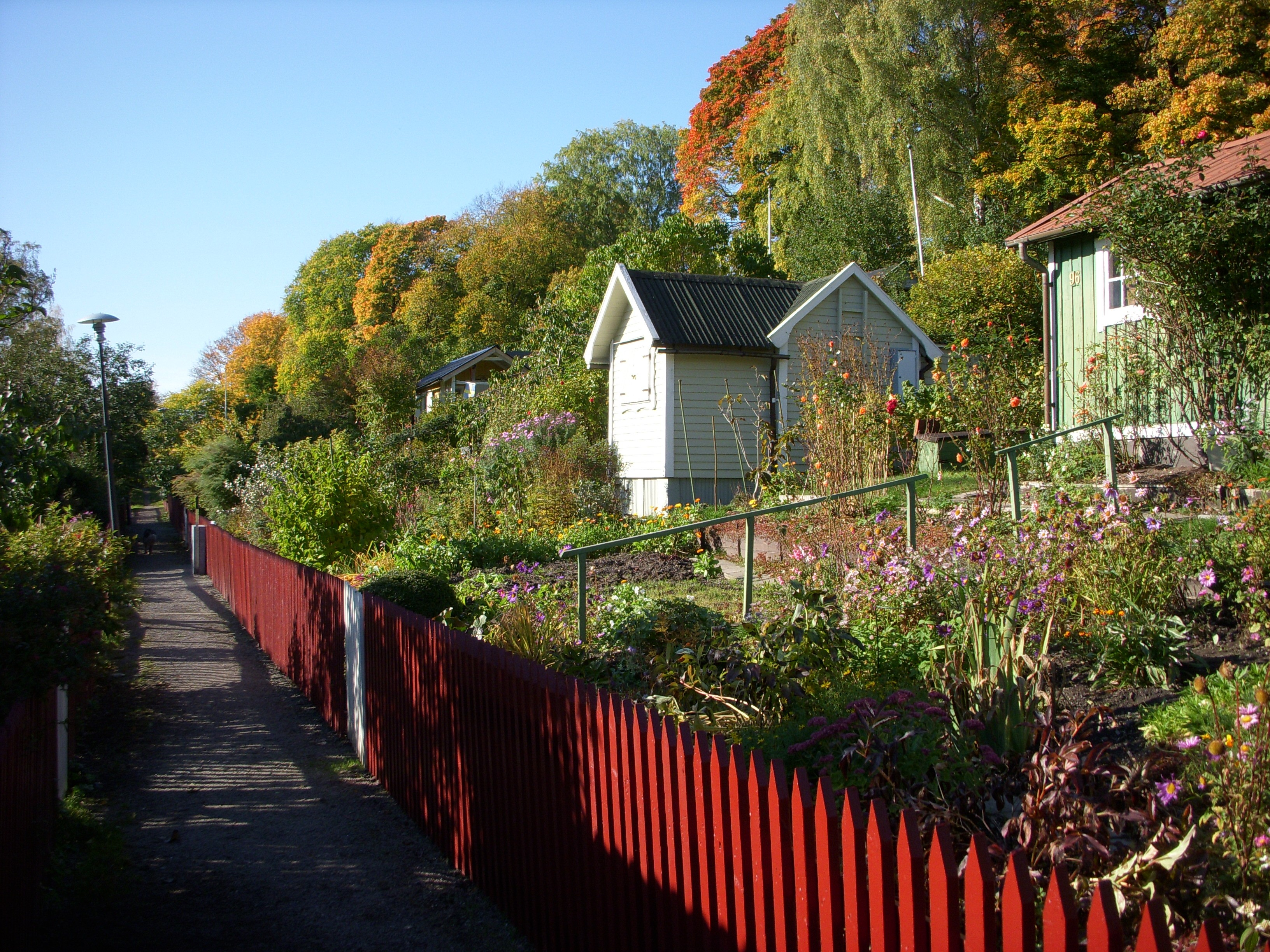
Eriksdalslunden på hösten 2008
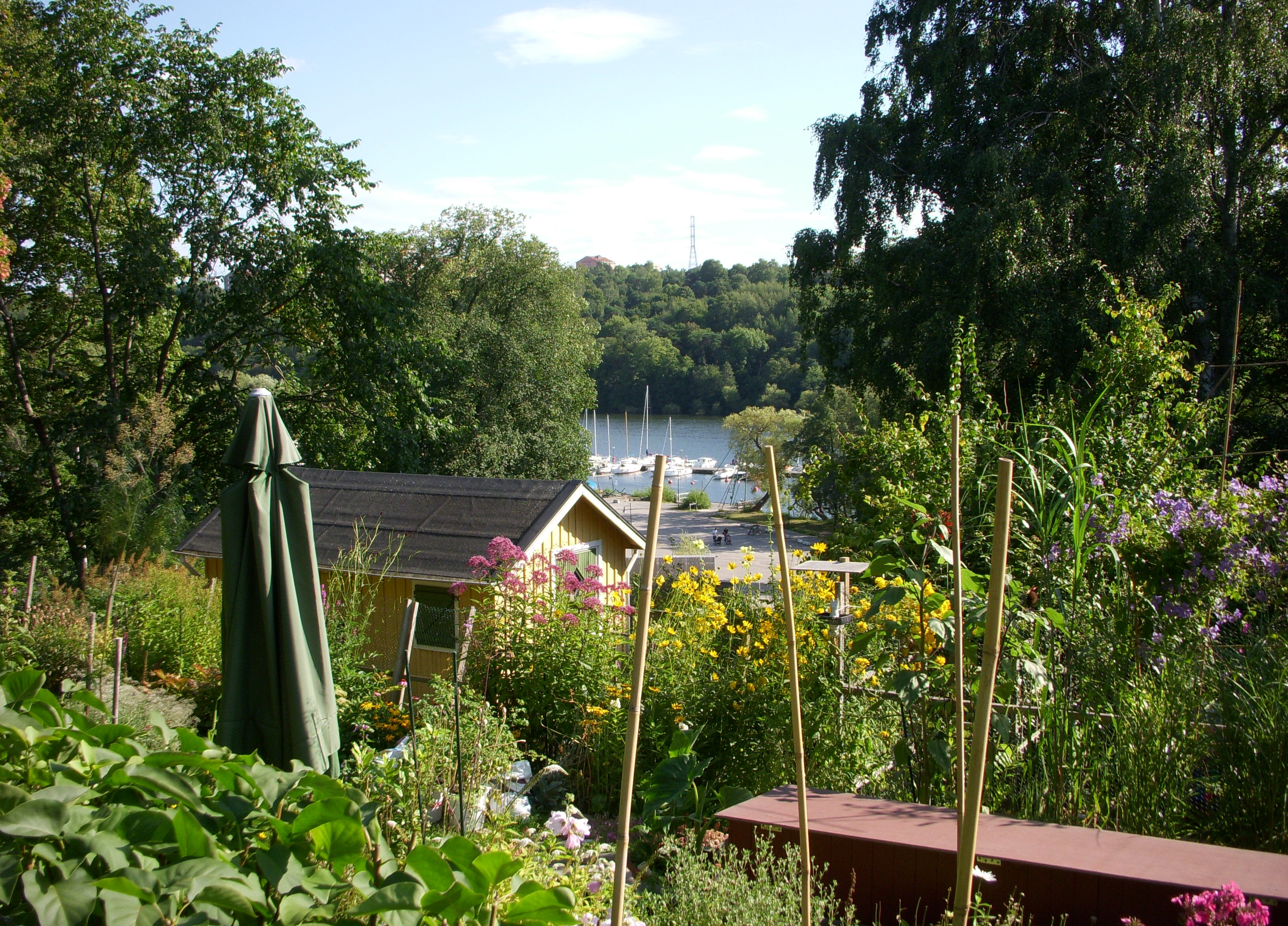
Eriksdalslunden på sommaren 2009
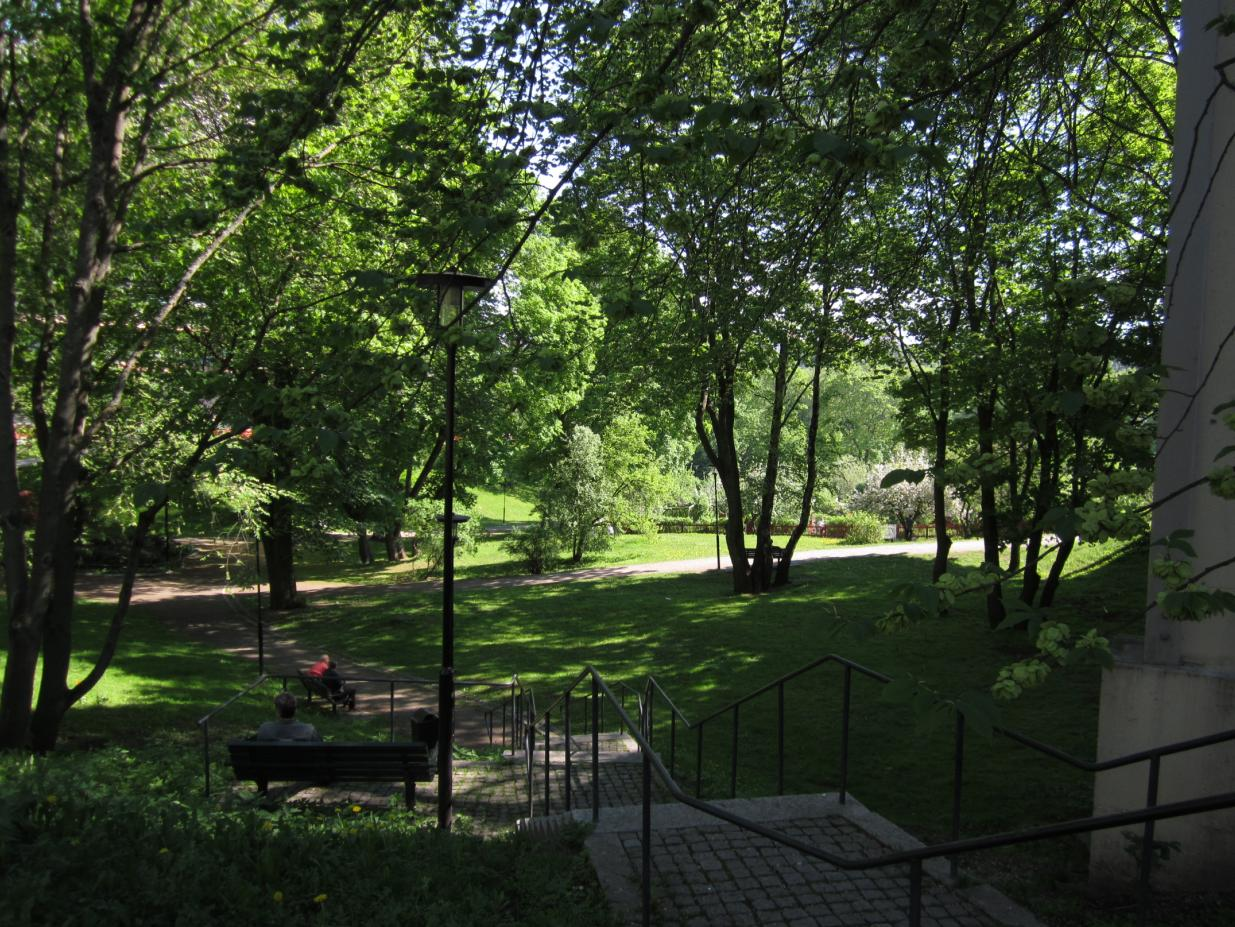
Eriksdalslundens park 2015

## Ryska smällen
Den 22 februari 1944 fällde ett sovjetiskt bombflygplan tre bomber i området vid dagens Eriksdalsbadet. Två föll mitt i parken Eriksdalslunden; den tredje förstörde den nyuppförda Eriksdalsteatern vid Årstavikens vatten. Det föll även bomber på andra platser i södra Stockholm och i Strängnäs. Händelsen kallades även för "Ryska smällen".